# 蘇我蝦夷
蘇我蝦夷（587年—645年7月11日（六月十三），日本飛鳥時代的權臣，蘇我馬子之子。
蘇我馬子死後，蘇我蝦夷擔任大臣，由於推古天皇駕崩時並沒有選定繼承人，於是聖德太子之子山背大兄王與敏達天皇的長孫田村皇子都被視為皇室有力的繼承人。其中蘇我蝦夷的叔叔摩理勢有意擁立山背大兄王。於是蘇我蝦夷為鞏固自己的權勢殺害摩理勢，擁立田村皇子為舒明天皇。
641年，舒明天皇駕崩，蘇我蝦夷與其長子蘇我入鹿擁立寶皇女即位為皇極天皇。而這段期間蘇我蝦夷將一部份的國政委由蘇我入鹿代行，但是蘇我入鹿的放縱不知節制也引起皇室內部的諸多不滿。於645年6月12日發生乙巳之變，中大兄皇子與中臣鐮足等人發動政變斬殺蘇我入鹿。蘇我蝦夷聞入鹿死訊後屯兵於居館甘橿岡，但其親信都被中臣鐮足等人拉攏而不再響應他的號召，蝦夷自知前途無望，逐縱火自殺。蝦夷和入鹿死後蘇我家族舉族被戮。